# Мускис, Мельчор
Мельчор де Eca и Мускис (5 января 1790 — 14 декабря 1844) — мексиканский военнослужащий и политик, президент Мексики с августа по декабрь 1832 года.

## Биография
Родился 5 января 1790 (по другим источникам — в марте). Учился в коллегии де-Сан-Ильдефонсо в Мехико. Ещё будучи студентом в 1810 году, он поступил на службу в войска генерала Игнасио Лопеса, чтобы бороться за мексиканскую независимость от Испании. Он принимал участие во многих боях. В 1812 году Мельчор Мускис был лейтенантом. В 1813 году руководил пехотой в обороне Закапы. В ноябре 1816 года, будучи полковником, он был взят в плен в Форте Ионтебланко, недалеко от Кордовы (Веракруз). Позже был освобожден по общей амнистии, хотя отказался дать слово, что не будет бороться против вице-королевской власти.
В 1821 году Мельчор Мускис поддержал План Игуалы, в результате которого Агустин Итурбиде взошёл на престол как первый император Мексики. Однако, как депутат конгресса он не поддерживает этот результат, так как он был республиканцем. Он и другие депутаты предложили объявить Итурбиде предателем. Во время восстания против императора, он вступил в План-де-Casa Mata, но у него не было уверенности в лидерах, которые считают его радикалом.
В 1823 по 1824 он был высшим политическим руководителем провинции Мехико. 2 марта 1824 года новый мексиканский конгресс изменил название должности на губернатора штата Мехико. Он вернулся на второй срок в качестве губернатора штата с 26 апреля по 1 октября 1830 года.
Он также был генералом дивизии при президенте Гуадалупе Виктория и военным комендантом Пуэблы. В Пуэбле, вместе с генералом Филисолой, он восстал против президента Висенте Герреро 10 декабря 1828 года (План де Халапа). Первоначально был побежден Хосе Хоакином де Эррера, но восстание закончилось успешно. Он был одним из тех, кто предложил пост президента Анастасио Бустаманте.
В 1832 году, когда Антонио Лопес де Санта-Анна восстал, президент Бустаманте покинул столицу для борьбы с повстанцами, в результате чего Мускис исполнял обязанности президента с 14 августа 1832 по 26 декабря 1832 года. Ни Бустаманте, ни Санта-Анна не могли одержать верх. Мануэль Гомес Педраса занял пост президента 24 декабря в результате соглашения между враждующими группировками (Convenios де Zavaleta) и резолюции Конгресса, после 11 месяцев боев. Мускис был первым президентом, который собирал налоги на двери и окна.
В 1836 году он был президентом Supremo Poder Conservador, учреждения, из пяти членов созданных в соответствии с законами, семь обладали властью распустить Конгресс или Верховный суд.
Был кандидатом на пост президента в 1843 году, но выборы выиграл Санта-Анна.
Умер в декабре 1844 года, в нищете.
Похоронен со всеми почестями на кладбище Санта-Паула. Мускис был официально benemérito де-ла-Патрия ан Градо героико, честь, Конгрессом.